# Kleidotoma picipes
Kleidotoma picipes är en stekelart som beskrevs av Cameron 1886. Kleidotoma picipes ingår i släktet Kleidotoma, och familjen glattsteklar. Arten är reproducerande i Sverige.